# Lehman Brothers

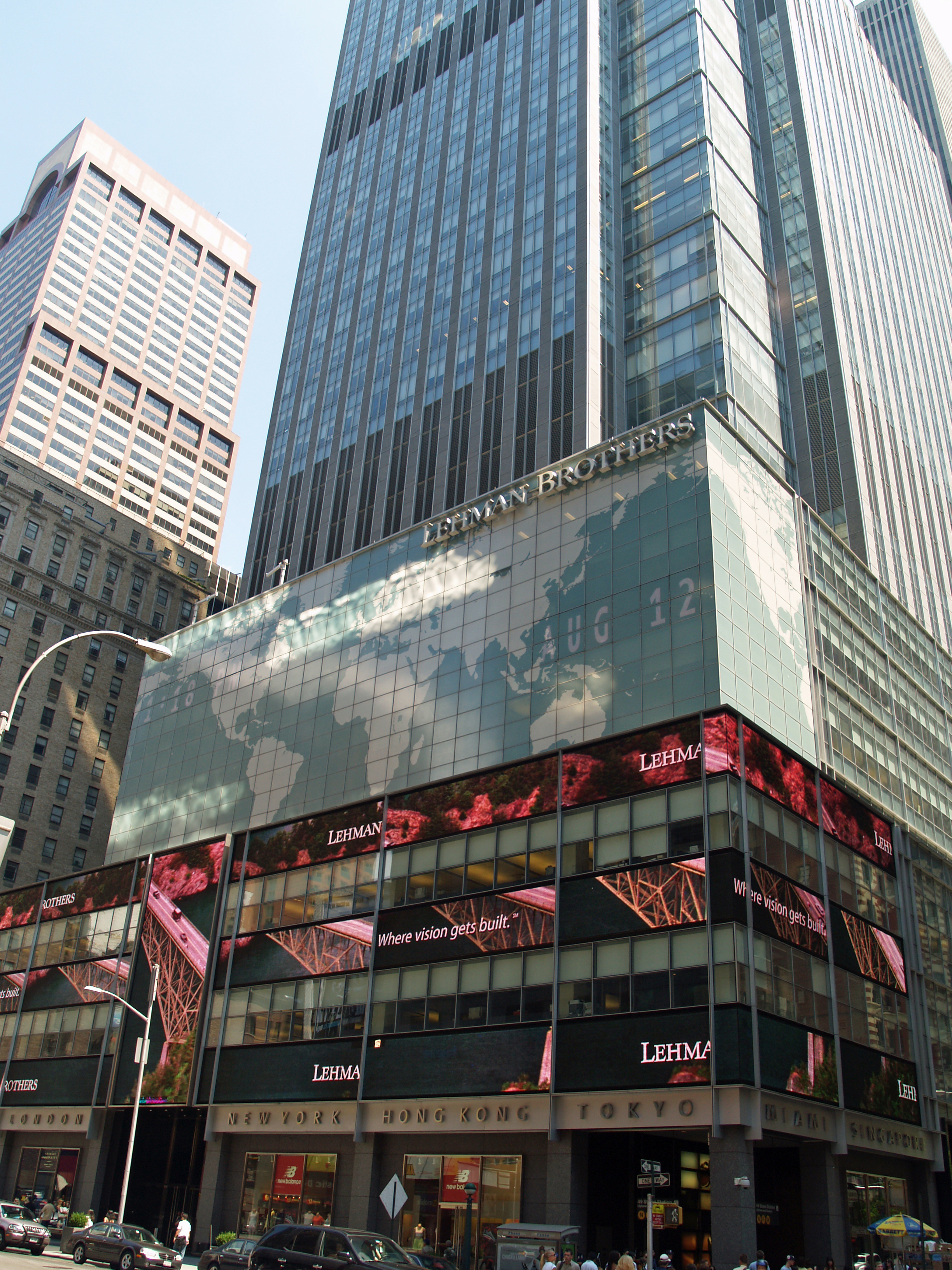
Sede do Lehman Brothers, na Times Square.

Lehman Brothers Holdings Inc. foi um banco de investimento e provedor de outros serviços financeiros, com atuação global, sediado em Nova Iorque. Era uma empresa global de serviços financeiros que, até declarar falência em 2008, fez negócios no ramo de investimentos de capital venda em renda fixa, negociação, gestão de investimento. Seu negociante principal era o tesouro americano no mercado de valores mobiliários. As suas principais filiais incluíam Lehman Brothers Inc., Neuberger Berman Inc., Aurora Loan Services, Inc., SIB Mortgage Corporation, Lehman Brothers Bank, FSB, Eagle Energy Partners, e o Grupo Crossroads. A sede mundial da empresa estava em Nova Iorque, com sedes em Londres e Tóquio, bem como escritórios localizados em todo o mundo.
Em 15 de setembro de 2008, a empresa pediu falência, já que vinha tendo prejuízos causados pela crise dos subprimes nos Estados Unidos. A apresentação marcou a maior falência da história americana. No dia seguinte, o banco britânico Barclays anunciou o seu acordo para a aquisição, sujeita à aprovação regulamentar, do banco de investimento norte-americano e divisões juntamente com o seu edifício sede de Nova Iorque. Na empresa trabalhavam aproximadamente 10 mil empregados. Em 20 de setembro de 2008, uma versão revista do referido acordo foi homologado pelo juiz James Peck.
Em 22 de setembro de 2008, Nomura Holdings anunciou que tinha concordado em adquirir a franchising da Lehman Brothers na região da Ásia-Pacífico, incluindo Japão, Hong Kong e Austrália. No dia seguinte, Nomura anunciou a sua intenção de adquirir a Lehman Brothers e o investimento bancário e capital daquelas filiais na Europa e no Oriente Médio. O negócio se tornou efetivo, na segunda-feira, 13 de outubro. Em 2007, as filiais não-americanas do Lehman Brothers foram responsáveis por mais de 50% da receita global produzida.
A gerência de investimentos da Lehman Brothers, incluindo Neuberger Berman, foi vendida para a sua direção em dezembro de 2008. Os credores do Lehman Brothers Holdings Inc. mantém um 49% do capital, agora conhecida como Neuberger Investment Management.

## Histórico[2]
Em 1844, Henry Lehman imigrou de Rimpar, Alemanha, para Montgomery, Alabama, onde estabeleceu uma pequena loja que vendia mantimentos, produtos secos e utensílios para os produtores locais de algodão. Em 1850, seus dois irmãos, Emanuel e Mayer, tinham se juntado a ele no negócio, que passou a ser chamado de Lehman Brothers. Após a morte de Henry Lehman em 1855 aos 33 anos, os dois irmãos mais novos dirigiram a firma pelas quatro décadas seguintes. Durante seu mandato, apenas os membros da família - filhos, irmãos e primos - eram permitidos como parceiros. Essa política continuou até a década de 1920.
Pouco depois de sua fundação, Lehman Brothers evoluiu de um negócio de merchandising geral para um corretor de commodities que comprou e vendeu algodão para os plantadores que vivem em Montgomery e arredores, no Alabama. "King Cotton" dominou a economia do sul dos Estados Unidos na década de 1850. À medida que o negócio crescia, uma breve parceria foi formada com o comerciante de algodão John Wesley Durr para construir um armazém de armazenamento de algodão, permitindo que o Lehman Brothers se envolver em maiores vendas e comércios. Um escritório de Nova York foi aberto em 1858, dando à empresa uma presença mais forte no negócio de commodities comerciais, bem como uma posição na comunidade financeira.
Com grande parte de suas operações ligadas à economia do Sul, Lehman Brothers não escapou das dificuldades da Guerra de Secessão. A empresa foi reconstruída após a guerra, concentrando suas operações no escritório de Nova York. Em 1870, Lehman Brothers liderou a formação do New York Cotton Exchange, o primeiro negócio de futuros de commodities. Mayer Lehman foi nomeado para o seu primeiro conselho de administração. À medida que o negócio de vendas e negociação de commodities da Lehman Brothers cresceu para incluir outros bens, a empresa também ajudou a estabelecer a Bolsa de Café e a Bolsa de Petróleo.
Por causa de sua herança do sul e conexões do norte, os irmãos de Lehman foram designados para serem agentes fiscais do governo do Alabama para ajudar a vender as ligações do estado em 1867. Esta não era uma atribuição simples, dado o rating de crédito dos estados do sul naquele tempo. A empresa também foi designada para atender as dívidas do Estado, pagamentos de juros e outras obrigações, iniciando uma longa tradição nas finanças municipais.